# Пономарчук, Александр Александрович
Александр Александрович Пономарчук (28 июля 1980 — 12 ноября 2007) — российский классический гитарист, лауреат международных и всероссийских конкурсов, участник коллектива Quattro-mandolino.

## Биография
Родился 28 июля 1980 года в Орехово-Зуево. Классической гитарой начал заниматься в 15 лет. В 1996—2000 гг. играл на гитаре в орехово-зуевской дум/готик-метал-группе Candlelight. В 1997 году поступил в Московское базовое музыкальное училище им. А. Н. Скрябина (класс преподавателя А. С. Миронова, с 2000 г. — А. А. Смирнова).  В 2001 году окончил училище с отличием и поступил в РАМ им. Гнесиных (класс А. К. Фраучи), которую окончил в 2006 году. Также совершенствовался у известных российских гитаристов Н. Кошкина, Е. Финкельштейна и Д. Илларионова. Активно концертировал по городам России, Украины, Германии, Бельгии, Чехии, Израиля.
Александр брал мастер-классы у таких гитаристов, как Реми Буше, Роланд Диенс, Аниелло Дезидерио.
Выступал в составе московского ансамбля Quattro-Mandolino (две мандолины, мандола и гитара). 12 ноября отыграл концерт в детской школе искусств, как оказалось, последний в его жизни. В январе 2006 года ансамбль получил первую премию на Международном конкурсе «Виртуозы гитары» в номинации «Ансамбль».

## Достижения
- 2000 — Никосия (Кипр) Cyprus-2000 — 1 место.
- 2001 — Шарлеруа (Бельгия) Printemps de la guitare — лауреат.
- 2003 — Вена (Австрия) Forum Wien — дипломант.
- 2003 — Санкт-Петербург (Россия) «Виртуозы гитары» — лауреат.
- 2004 — Санкт-Петербург (Россия) «Виртуозы гитары» — лауреат.
- 2005 — Волгоград (Россия) Tabula Rasa — 1 место.
- 2005 — Киев (Украина) «ГитАс» — лауреат.
- 2006 — Санкт-Петербург (Россия) «Виртуозы гитары» — 1 место.
- 2006 — Нетания (Израиль) Guitar Gems — 1 место.
- 2006 — Череповец (Россия) «Кубок севера» — лауреат.
- 2006 — Бангкок (Таиланд) 6-й Международный конкурс гитаристов — дипломант.
- 2007 — Украинка (Украина) — победитель конкурса.